# Kossoucoingou
Koussoucoingou est l'un des sept arrondissements de la commune de Boukoumbé dans le département de l'Atacora au Bénin.

## Géographie
L'arrondissement de Kossoucoingou est situé au nord-ouest du Bénin et compte 10 villages que sont Didompe, Koukouankouangou, Koussoucoingou, Koussounougou, Koutayagou, Kouyangou, Kouwétakouangou, Takouanta, Tchapeta et Tipaoti.

## Démographie

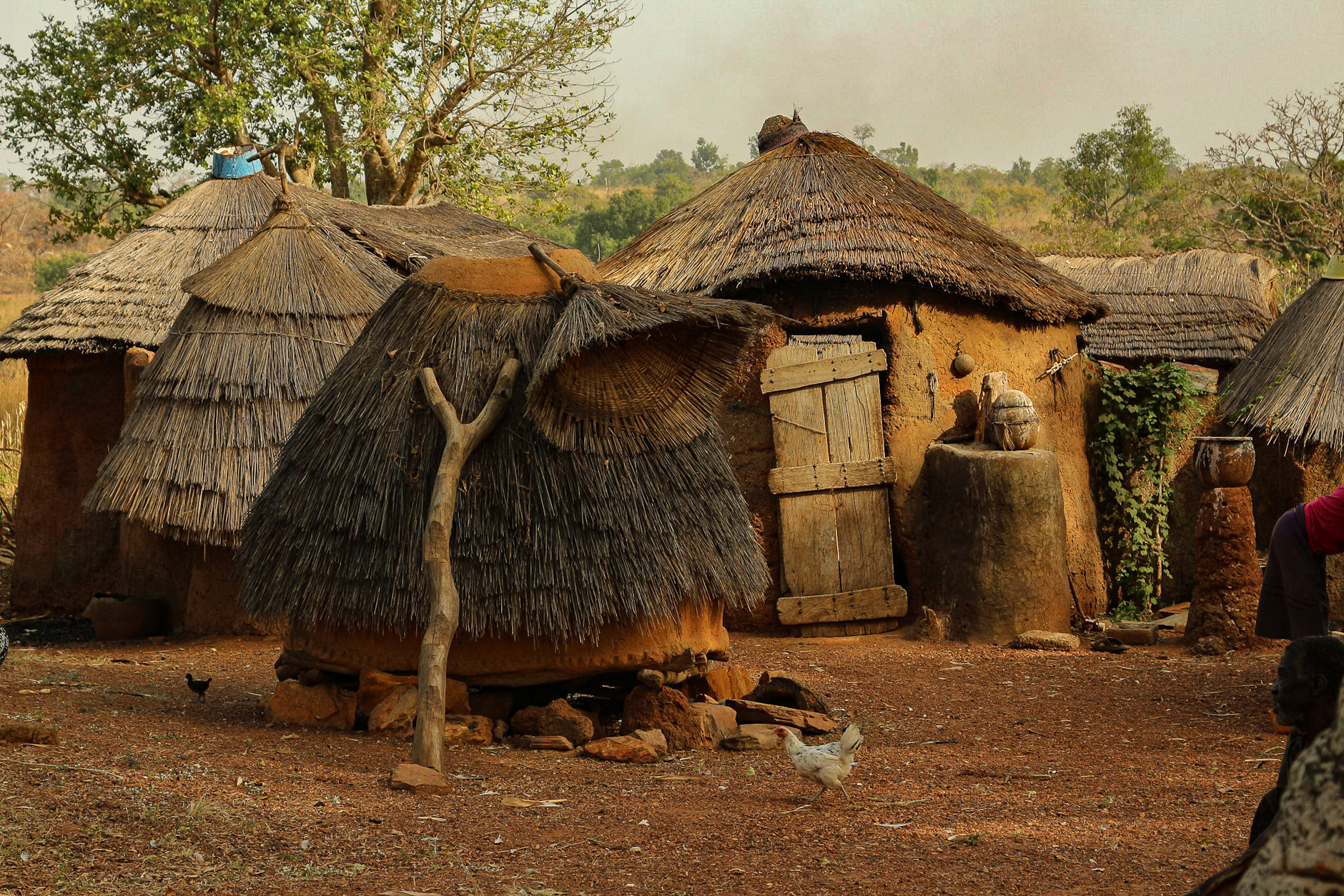
Les maisons sont dotées de greniers pour le stockage des céréales.

Selon le recensement de la population de 2013 conduit par l'Institut national de la statistique et de l'analyse économique (INSAE), Koussoucoingou compte 4388 habitants  .